# Whiddy Island

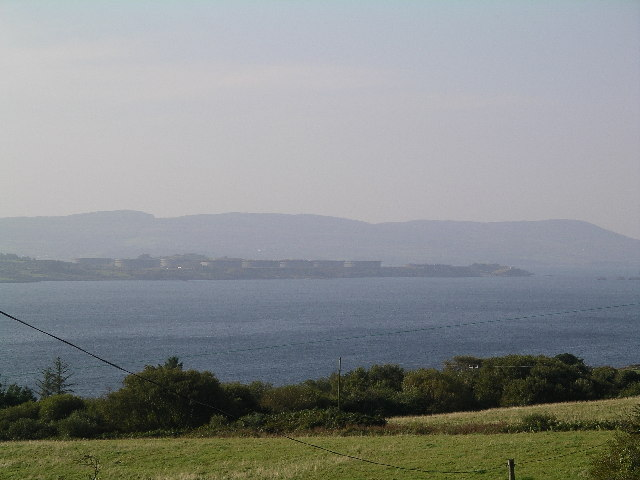
Vue sur le terminal pétrolier de Whiddy Island

Whiddy Island est une île située dans la baie de Bantry au sud de l'Irlande.
Elle mesure environ 5,6 km de long sur 2,4 km de large.
L'île a été brièvement utilisée par les États-Unis en tant que base aérienne pendant la Première Guerre mondiale.
Elle héberge le seul terminal pétrolier d'Irlande. Le phare de Sheep's Head dirige les pétroliers vers celui-ci.
En janvier 1979 le pétrolier Bételgeuse y a explosé, provoquant la mort de 49 personnes.